# Светско првенство у кајаку и кануу на мирним водама 1938 — К-4 1.000 метара за мушкарце
Дисциплина K-4 на 1.000 метара у мушкој конкуренцији, била је једина дисциплина класичног кајака четвороседа  на 1. Светском првенствоу у кајаку и кануу на мирним водама 1938. одржаном у Ваксхолму (Шведска) 7. и 8. августа, у водама Балтичког мора, који окружују острво Ваксхолм, у Стокхолмском архипелагу.

## Земље учеснице
Учествовало је 16 кајакаша у у 4 кајака из 2 земље. Вожена је само финална трка.
1. Немачка 2
2. Шведска 2

## Резултати
| Пласман | Кајакаши                                                  | Земља   | Резултат | Белешке |
| ------- | --------------------------------------------------------- | ------- | -------- | ------- |
|         | Ернст Кубе Хајни Бригеман Ернст Штратман Хајне Штратман   | Немачка | 4:08,2   |         |
|         | Ханс Рајн Јозеф Рајдел Алберт Шорн Карл Ауленбах          | Немачка | 4:08,8   |         |
|         | Роланд Карлсон Гете Карлсон Гунар Јохансон Бренд Брендсон | Шведска | 4:10,5   |         |
| 4.      | Ларсон Јансон Јохнсон Петерсон                            | Шведска | 4:11,1   |         |